# Aeolis Mensae

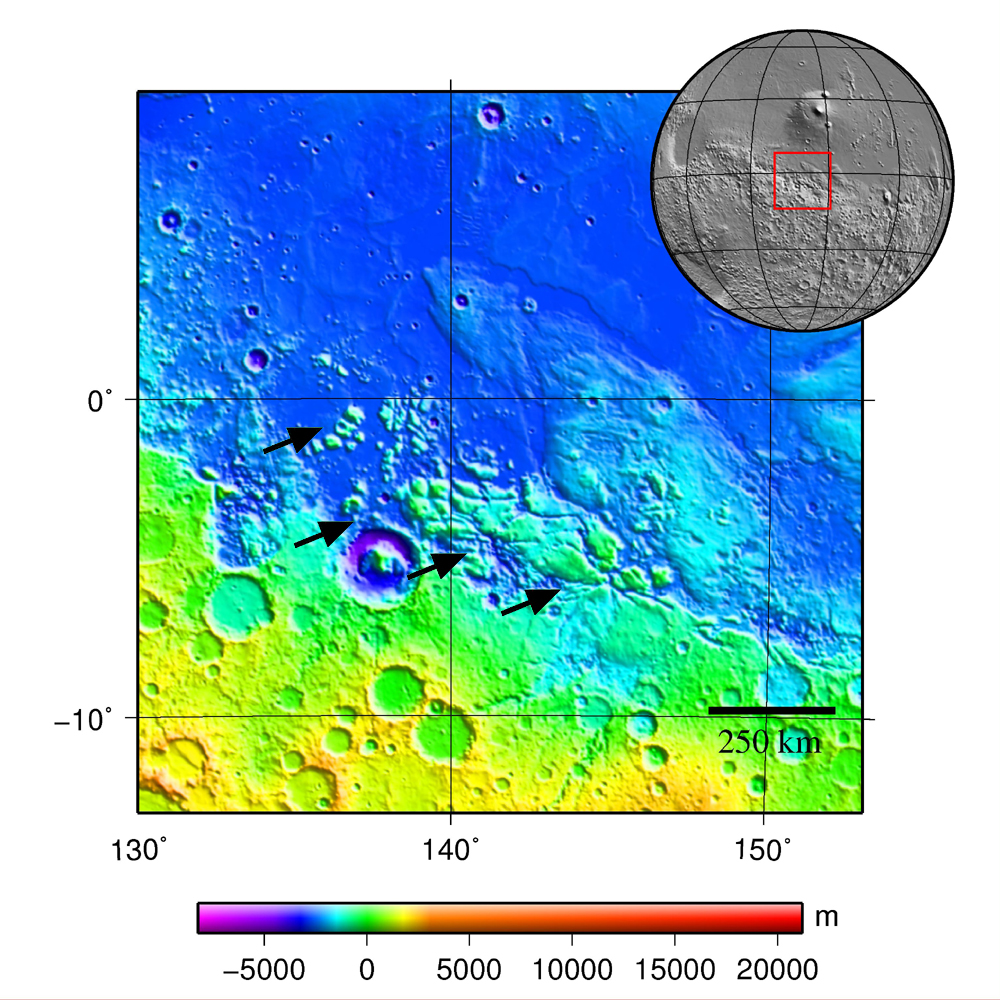
Aeolis Mensae

Aeolis Mensae é uma formação achatada no quadrângulo de Aeolis em Marte.  Sua localização é latitude 2.9º S longitude 219.6º W. Sua extensão é de 820 km e seu nome vem de um albedo clássico.

## Relevo Invertido
Alguns lugares em Marte apresental relevo invertido. Nessas localizações, um sulco no terreno pode ser de fato uma formação elevada, ao invés de um vale. Os antigos canais correntes invertidos podem ter sido causados por deposição de grandes rochas ou devido à cementação.  Em qualquer caso a erosão desgastaria a terra circundante, mas deixando o antigo canal como um tergo elevado porque este seria mais resistente à erosão.  A imagem abaixo, capturada pela HiRISE mostra o tergo que pede se tratar de antigos canais que se tornaram invertidos.

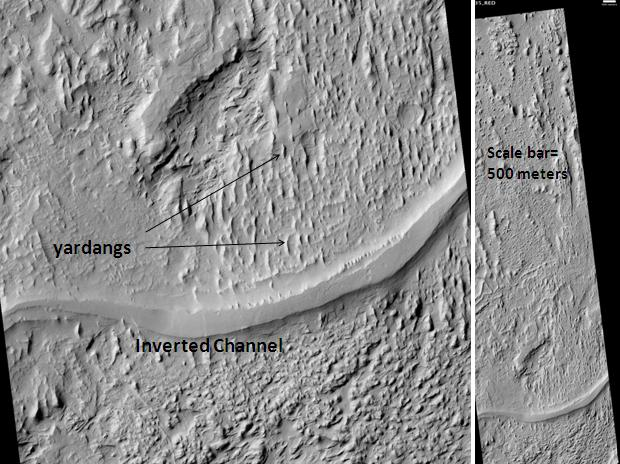
Yardangs de Aeolis Mensae , capturados pela HiRISE. A escala linear é de 500 metros. Clique na imagem para ver melhor os detalhes dos yardangs.